# Az FC Bayern München 2022–2023-as szezonja
Ez a szócikk az FC Bayern München 2022–2023-as szezonjáról szól, mely az 58. a Bundesligaban, összességében pedig a 124. idénye a német első osztályban. Az előző szezon bajnokaként a hazai bajnokság mellett a német kupában és a bajnokok ligájában indulhat. A szezon 2022. augusztus 5-én kezdődött és 2023. május 27-én fog  majd véget érni. Ez az első alkalom amikor egy világ esemény megszakítja a bajnokságot. A 2013–2014-es szezonja óta ez az első alkalom, hogy Robert Lewandowski nem a klub tagja aki a spanyol Barcelonához igazolt.

## Mezek
Gyártó: Adidas
mezszponzor: Deutsche Telekom
| Hazai | Vendég | Vendég |

## Átigazolások
2022. évi nyári átigazolási időszak, 
 2023. évi téli átigazolási időszak

### Érkezők
| Dátum           | Mezszám | Poszt  | Nemzet   | Név               | Kor | Honnan | Szerződés megnevezése | Átigazolási időszak                 | Szerződés vége | Átigazolás összege | Forrás |
| --------------- | ------- | ------ | -------- | ----------------- | --- | ------ | --------------------- | ----------------------------------- | -------------- | ------------------ | ------ |
| 2022. július 1. | -       | hátvéd | marokkói | Noussair Mazraoui | 24  | Ajax   | átigazolás            | 2022. évi nyári átigazolási időszak | 2026           | ingyen             | [ 1 ]  |

### Új szerződések
| Dátum           | Poszt  | Név           | Szerződés hossza | Szerződés vége   | Jegyzetek |
| --------------- | ------ | ------------- | ---------------- | ---------------- | --------- |
| 2022. május 3.  | csatár | Thomas Müller | +1 év            | 2024. június 30. | [ 2 ]     |
| 2022. május 23. | kapus  | Manuel Neuer  | +1 év            | 2024. június 30. | [ 3 ]     |

### Kölcsönből visszatérők
| Dátum       | Mezszám | Poszt       | Nemzet   | Név            | Kor | Honnan         | Átigazolási időszak                 |
| ----------- | ------- | ----------- | -------- | -------------- | --- | -------------- | ----------------------------------- |
| 2022 július |         | hátvéd      | német    | Lars Lukas Mai | 22  | Werder Bremen  | 2022. évi nyári átigazolási időszak |
| 2022 július |         | hátvéd      | amerikai | Chris Richards | 22  | Hoffenheim     | 2022. évi nyári átigazolási időszak |
| 2022 július |         | középpályás | német    | Adrian Fein    | 23  | Greuther Fürth | 2022. évi nyári átigazolási időszak |
| 2022 július |         | csatár      | holland  | Joshua Zirkzee | 20  | Anderlecht     | 2022. évi nyári átigazolási időszak |
| 2022 július |         | Középpályás | horvát   | Lovro Zvonarek | 17  | Slaven Belupo  | 2022. évi nyári átigazolási időszak |

### Távozók
- megjegyzés:ebben a listában nem szerepelnek azok a játékosok akik a Bayern München II-ben játszottak és onnan távoznak.

| Mezszám | dátum           | Poszt       | Nemzet  | Név                | Kor | Hová              | Átigazolás összege | forrás |
| ------- | --------------- | ----------- | ------- | ------------------ | --- | ----------------- | ------------------ | ------ |
| 4       | 2022. július 1. | hátvéd      | német   | Niklas Süle        | 26  | Borussia Dortmund | ingyen             |        |
| 24      | 2022. július 1. | középpályás | francia | Corentin Tolisso   | 27  |                   |                    | [ 4 ]  |
| 9       | 2022. július 1. | csatár      | lengyel | Robert Lewandowski | 33  | Barcelona         | ingyen             | [ 5 ]  |

## Tabella
| Hely. | Csapat            | M  | Gy | D | V | G+ | G– | Gk  | P  | Továbbjutás vagy kiesés    |
| ----- | ----------------- | -- | -- | - | - | -- | -- | --- | -- | -------------------------- |
| 1.    | Bayern MünchenCV  | 34 | 21 | 8 | 5 | 92 | 38 | +54 | 71 | Bajnokok Ligája–csoportkör |
| 2.    | Borussia Dortmund | 34 | 22 | 5 | 7 | 83 | 44 | +39 | 71 | Bajnokok Ligája–csoportkör |
| 3.    | RB Leipzig        | 34 | 20 | 6 | 8 | 64 | 41 | +23 | 66 | Bajnokok Ligája–csoportkör |
| 4.    | Union Berlin      | 34 | 18 | 8 | 8 | 51 | 38 | +13 | 62 | Bajnokok Ligája–csoportkör |
| 5.    | SC Freiburg       | 34 | 17 | 8 | 9 | 51 | 44 | +7  | 59 | Európa-liga–csoportkör     |

## Szakmai stáb
Legutóbb 2021. augusztus 26-án lett frissítve.
| Edzői stáb                    | Edzői stáb                            |
| ----------------------------- | ------------------------------------- |
| Julian Nagelsmann             | Vezetőedző                            |
| Glück Benjamin                | Segédedző                             |
| Xaver Zembrod                 | Segédedző                             |
| Dino Toppmöller               | Segédedző                             |
| Toni Tapalović                | Kapusedző                             |
| Elemzési osztály              |                                       |
| Michael Niemeyer              | A videóelemzés vezetője               |
| Vitus Angerer                 | Videóelemzők                          |
| Michael Cuper                 | Videóelemzők                          |
| Maximilian Schwab             | Videóelemzők                          |
| Erőnléti edző                 |                                       |
| Prof. Dr. Holger Broich       | Tudományos igazgató és fitneszvezető  |
| Simon Martinello              | Erőnléti edző                         |
| Schlösser Péter               | Erőnléti edző                         |
| Thomas Wilhelmi               | Erőnléti edző                         |
| Soner Mansuroglu              | Adatelemző                            |
| Orvosi osztály                |                                       |
| Prof. Dr. Schmidt Roland      | Belgyógyász és kardiológus            |
| Dr. Jochen Hahne              | csapatorvos                           |
| Prof. Dr. Peter Ueblacker     | tiszti főorvos                        |
| Helmut Erhard                 | A fizioterápia vezetője               |
| Gerry Hoffmann                | fizioterápiás osztályvezető-helyettes |
| Gianni Bianchi                | Gyógytornász                          |
| Florian Brandner              | Gyógytornász                          |
| Knut Stamer                   | Gyógytornász                          |
| Christian Huhn                | Gyógytornász                          |
| Stephan Weickert              | Gyógytornász                          |
| Sportmenedzsment és szervezés |                                       |
| Kathleen Krüger               | Csapatmenedzsment vezetője            |
| Bastian Wernscheid            | Csapatmenedzsment                     |

## Vezetőség
| Sportegyesület (FC Bayern München e.V.)   | Sportegyesület (FC Bayern München e.V.)                                     | Sportegyesület (FC Bayern München e.V.) |
| Tagok                                     | Pozíció                                                                     |                                         |
| ----------------------------------------- | --------------------------------------------------------------------------- | --------------------------------------- |
| Karl Hopfner                              | Az FC Bayern München e.V. elnöke és a vezetőség elnöke                      |                                         |
| Rudolf Schels                             | Az FC Bayern München e.V. első alelnöke                                     |                                         |
| Prof. Dr. Dieter Mayer                    | Az FC Bayern München e.V. második alelnöke                                  |                                         |
| Herbert Hainer                            | Az Adidas AG elnöke                                                         |                                         |
| Rupert Stadler                            | Az Audi AG elnöke                                                           |                                         |
| Helmut Markwort                           | A FOCUS Magazine riportere                                                  |                                         |
| Dieter Rampl                              | Az UniCredit Bank AG felügyelőbizottságának elnöke                          |                                         |
| Dr. Edmund Stoiber                        | Bajorország miniszterelnöke, a sportegyesület felügyelőbizottságának elnöke |                                         |
| Timotheus Höttges                         | A Telekom AG elnöke                                                         |                                         |
| Prof. Dr. Martin Winterkorn               | A Volkswagen AG elnöke                                                      |                                         |
| Gazdasági társaság (FC Bayern München AG) |                                                                             |                                         |
| Tagok                                     | Pozíció                                                                     |                                         |
| Karl-Heinz Rummenigge                     | A gazdasági társaság elnöke és a végrehajtó testület elnöke                 |                                         |
| Jan-Christian Dreesen                     | Gazdasági igazgató                                                          |                                         |
| Matthias Sammer                           | Sportigazgató                                                               |                                         |
| Andreas Jung                              | Marketingigazgató                                                           |                                         |
| Jörg Wacker                               | Stratégiai igazgató                                                         |                                         |

## Felkészülési és barátságos mérkőzések
Győzelem
      Döntetlen
      Vereség
| Forduló | Ellenfél          | H/V | Eredmény |
| ------- | ----------------- | --- | -------- |
| 1       | D.C. United       | V   | 2–6      |
| 2       | Manchester City   | H   | 3–2      |
| 3       | Red Bull Salzburg | H   | 4–4      |

## Bundesliga
Győzelem
      Döntetlen
      Vereség
| Forduló | Ellenfél                 | H/V | Eredmény |
| ------- | ------------------------ | --- | -------- |
| 1       | Eintracht Frankfurt      | V   | 1–6      |
| 2       | VfL Wolfsburg            | H   | 2–0      |
| 3       | VfL Bochum               | V   | 0–7      |
| 4       | Borussia Mönchengladbach | H   | 1–1      |
| 5       | Union Berlin             | V   | 1–1      |
| 6       | VfB Stuttgart            | H   | 2–2      |
| 7       | FC Augsburg              | V   | 1–0      |
| 8       | Bayer 04 Leverkusen      | H   | 4–0      |
| 9       | Borussia Dortmund        | V   | 2–2      |
| 10      | Freiburg                 | H   | 5–0      |
| 11      | 1899 Hoffenheim          | V   | 0–2      |
| 12      | Mainz 05                 | H   | 6–2      |
| 13      | Hertha BSC               | V   | 2–3      |
| 14      | Werder Bremen            | H   | 6–1      |
| 15      | Schalke 04               | V   | 0–2      |
| 16      | RB Leipzig               | V   | 1–1      |
| 17      | 1. FC Köln               | H   | 1–1      |

| Forduló | Ellenfél                 | H/V | Eredmény |
| ------- | ------------------------ | --- | -------- |
| 18      | Eintracht Frankfurt      | H   | 1–1      |
| 19      | VfL Wolfsburg            | V   | 2–4      |
| 20      | VfL Bochum               | H   | 3–0      |
| 21      | Borussia Mönchengladbach | V   | 3–2      |
| 22      | Union Berlin             | H   | 3–0      |
| 23      | VfB Stuttgart            | V   | 1–2      |
| 24      | Augsburg                 | H   | 5–3      |
| 25      | Bayer Leverkusen         | V   | 2–1      |
| 26      | Borussia Dortmund        | H   | 4–2      |
| 27      | Freiburg                 | V   | 0–1      |
| 28      | 1899 Hoffenheim          | H   | 1–1      |
| 29      | Mainz 05                 | V   | 3–1      |
| 30      | Hertha BSC               | H   | 2–0      |
| 31      | Werder Bremen            | V   | 1–2      |
| 32      | Schalke 04               | H   | 6–0      |
| 33      | RB Leipzig               | H   | 1–3      |
| 34      | 1. FC Köln               | V   | 1–2      |

## Német kupa (DFB-Pokal)
Győzelem
      Döntetlen
      Vereség
| Forduló | Ellenfél         | H/V | Eredmény |
| ------- | ---------------- | --- | -------- |
| 1       | FC Viktoria Köln | V   | 0–5      |
| 2       | FC Augsburg      | V   | 2–5      |
| 3       | Mainz 05         | V   | 0–4      |
| 4       | SC Freiburg      | H   | 1–2      |

## Német szuperkupa
| 2022. július 30. 20:30 CEST |

| RB Leipzig                                     | 3–5                     | Bayern München                                        |
| ---------------------------------------------- | ----------------------- | ----------------------------------------------------- |
| Halstenberg 59' Nkunku 77' (11-esből) Olmo 89' | Statisztika Jegyzőkönyv | Musiala 14' Mané 31' Pavard 45' Gnabry 66' Sané 90+8' |

| Red Bull Aréna, Lipcse Nézőszám: 47069 Játékvezető: Robert Schröder (német) |

| RB Leipzig | Bayern München |

| GK               | 1  | Gulácsi Péter (c)  |       |       |
| CB               | 2  | Mohamed Simakan    | 36'   | 79'   |
| CB               | 4  | Willi Orbán        |       |       |
| CB               | 23 | Marcel Halstenberg |       |       |
| RM               | 16 | Lukas Klostermann  | 90+2' |       |
| CM               | 27 | Konrad Laimer      |       |       |
| CM               | 44 | Kevin Kampl        |       | 52'   |
| LM               | 39 | Benjamin Henrichs  |       |       |
| RW               | 17 | Szoboszlai Dominik |       | 90+1' |
| LW               | 10 | Emil Forsberg      |       | 52'   |
| CF               | 18 | Christopher Nkunku |       |       |
| Cserék:          |    |                    |       |       |
| GK               | 21 | Janis Blaswich     |       |       |
| DF               | 25 | Sanoussy Ba        |       |       |
| MF               | 7  | Dani Olmo          |       | 52'   |
| MF               | 8  | Amadou Haidara     |       | 90+1' |
| MF               | 24 | Xaver Schlager     |       |       |
| MF               | 38 | Hugo Novoa         |       | 79'   |
| FW               | 19 | André Silva        |       | 52'   |
| Vezetőedző:      |    |                    |       |       |
| Domenico Tedesco |    |                    |       |       |

| GK                | 1  | Manuel Neuer (c) | 90+7' |     |
| RB                | 5  | Benjamin Pavard  |       | 78' |
| CB                | 2  | Dayot Upamecano  |       | 78' |
| CB                | 21 | Lucas Hernández  | 73'   |     |
| LB                | 19 | Alphonso Davies  |       |     |
| CM                | 6  | Joshua Kimmich   | 64'   |     |
| CM                | 18 | Marcel Sabitzer  |       |     |
| RM                | 25 | Thomas Müller    |       | 68' |
| LM                | 42 | Jamal Musiala    |       | 60' |
| CF                | 7  | Serge Gnabry     |       | 78' |
| CF                | 17 | Sadio Mané       |       |     |
| Cserék:           |    |                  |       |     |
| GK                | 26 | Sven Ulreich     |       |     |
| DF                | 4  | Matthijs de Ligt |       | 78' |
| DF                | 23 | Tanguy Nianzou   |       |     |
| DF                | 40 | Núszír Mázráví   |       | 78' |
| DF                | 44 | Josip Stanišić   |       |     |
| MF                | 38 | Ryan Gravenberch |       | 68' |
| FW                | 10 | Leroy Sané       | 87'   | 78' |
| FW                | 11 | Kingsley Coman   |       | 60' |
| FW                | 32 | Joshua Zirkzee   |       |     |
| Vezetőedző:       |    |                  |       |     |
| Julian Nagelsmann |    |                  |       |     |

| Játékvezető-asszisztens: Jan Neitzel-Petersen (Hamburg) René Rohde (Rostock) Negyedik játékvezető: Patrick Ittrich (Hamburg) Videóbíró: Benjamin Brand (Unterspiesheim) Videobíró asszisztense: Thomas Stein (Aschaffenburg) | Szabályok - 90 perc játékidő - Döntetlen esetén büntetőrúgások - Kilenc nevezhető cserejátékos, maximum öt cserelehetőség |

## Bajnokok ligája

### C csoport
| Hely. | Csapat             | M | Gy | D | V | G+ | G– | Gk  | P  | Továbbjutás                                      |  | BAY | INT | BAR | PLZ |
| ----- | ------------------ | - | -- | - | - | -- | -- | --- | -- | ------------------------------------------------ |  | --- | --- | --- | --- |
| 1.    | Bayern München (T) | 6 | 6  | 0 | 0 | 15 | 2  | +13 | 18 | Továbbjut a nyolcaddöntőbe                       |  | —   | 2–0 | 2–0 | 5–0 |
| 2.    | Internazionale (T) | 6 | 3  | 1 | 2 | 10 | 7  | +3  | 10 | Továbbjut a nyolcaddöntőbe                       |  | 0–2 | —   | 1–0 | 4–0 |
| 3.    | Barcelona (K)      | 6 | 2  | 1 | 3 | 12 | 12 | 0   | 7  | Átkerül az Európa-liga nyolcaddöntő rájátszásába |  | 0–3 | 3–3 | —   | 5–1 |
| 4.    | Viktoria Plzeň (K) | 6 | 0  | 0 | 6 | 5  | 24 | −19 | 0  |                                                  |  | 2–4 | 0–2 | 2–4 | —   |

| 2022. szeptember 7. 21:00 |

| Internazionale | 0 – 2               | Bayern München                      |
| -------------- | ------------------- | ----------------------------------- |
| Dimarco 90'    | (0 – 1) Jegyzőkönyv | 25' Sané 41' De Ligt 66' D’Ambrosio |

| Giuseppe Meazza Stadion, Milánó Nézőszám: 58 951 Játékvezető: Clément Turpin (francia) |

| 2022. szeptember 13. 21:00 |

| Bayern München                                  | 2 – 0               | Barcelona    |
| ----------------------------------------------- | ------------------- | ------------ |
| Sabitzer 19' Hernández 50' Sané 54' Kimmich 74' | (0 – 0) Jegyzőkönyv | 48' Busquets |

| Allianz Arena, München Nézőszám: 75 000 Játékvezető: Danny Makkelie (holland) |

| 2022. október 4. 18:45 |

| Bayern München                                     | 5 – 0               | Viktoria Plzeň |
| -------------------------------------------------- | ------------------- | -------------- |
| Sané 7', 50' Gnabry 13' Mané 21' Choupo-Moting 59' | (3 – 0) Jegyzőkönyv | 29' Chorý      |

| Allianz Arena, München Nézőszám: 75 000 Játékvezető: Nikola Dabanović (montenegrói) |

| 2022. október 12. 21:00 |

| Viktoria Plzeň                        | 2 – 4               | Bayern München                                                  |
| ------------------------------------- | ------------------- | --------------------------------------------------------------- |
| Vlkanova 62' Kliment 75' Mosquera 78' | (0 – 4) Jegyzőkönyv | 10' Mané 14' Müller 25', 35' Goretzka 64' Mazraoui 90' Sabitzer |

| Doosan Arena, Plzeň Nézőszám: 11 326 Játékvezető: Bartosz Frankowski (lengyel) |

| 2022. október 26. 21:00 |

| Barcelona    | 0 – 3               | Bayern München                                                                  |
| ------------ | ------------------- | ------------------------------------------------------------------------------- |
| Busquets 41' | (0 – 2) Jegyzőkönyv | 10' Mané 16' Mazraoui 23' Goretzka 31' Choupo-Moting 35' Upamecano 90+5' Pavard |

| Camp Nou, Barcelona Nézőszám: 84 016 Játékvezető: Anthony Taylor (angol) |

| 2022. november 1. 21:00 |

| Bayern München                                                     | 2 – 0               | Internazionale         |
| ------------------------------------------------------------------ | ------------------- | ---------------------- |
| Pavard 32' Sabitzer 38' Kimmich 48' Choupo-Moting 72' Stanišić 48' | (1 – 0) Jegyzőkönyv | 40' Gosens 90' Carboni |

| Allianz Arena, München Nézőszám: 75 000 Játékvezető: Ivan Kružliak (szlovák) |

### Nyolcaddöntők
| 2023. február 14. 21:00 |

| Paris Saint-Germain | 0–1               | Bayern München |
| ------------------- | ----------------- | -------------- |
|                     | (0–0) Jegyzőkönyv | Coman 53'      |

| Parc des Princes, Párizs Játékvezető: Michael Oliver (angol) |

| 2023. március 8. 21:00 |

| Bayern München               | 2–0               | Paris Saint-Germain |
| ---------------------------- | ----------------- | ------------------- |
| Choupo-Moting 61' Gnabry 89' | (0–0) Jegyzőkönyv |                     |

| Allianz Arena, München Játékvezető: Daniel Orsato (olasz) |

| 2023. április 11. 21:00 (20:00 BST) |

| Manchester City                 | 3–0               | Bayern München |
| ------------------------------- | ----------------- | -------------- |
| Rodri 27' Silva 70' Haaland 76' | (1–0) Jegyzőkönyv |                |

| Manchesteri Városi Stadion, Manchester Játékvezető: Jesús Gil Manzano (spanyol) |

| 2023. április 19. 21:00 |

| Bayern München         | 1–1               | Manchester City |
| ---------------------- | ----------------- | --------------- |
| Kimmich 83' (11-esből) | (0–0) Jegyzőkönyv | Haaland 57'     |

| München Aréna, München Játékvezető: Clément Turpin (francia) |

## Statisztika
Legutóbb frissítve: 2022. november 12-én lett.
| Kiírás           | Statisztikák | Statisztikák | Statisztikák | Statisztikák | Statisztikák | Statisztikák | Statisztikák | Kezdő forduló/ helyezés} | Végső forduló/ helyezés | Mérkőzések dátumai  | Mérkőzések dátumai | Mérkőzések dátumai |
| Kiírás           | M            | GY           | D            | V            | LG–KG        | GK           | Gy %         | Kezdő forduló/ helyezés} | Végső forduló/ helyezés | Első                | Utolsó             | Következő          |
| ---------------- | ------------ | ------------ | ------------ | ------------ | ------------ | ------------ | ------------ | ------------------------ | ----------------------- | ------------------- | ------------------ | ------------------ |
| Bundesliga       | 15           | 10           | 04           | 01           | 49 – 13      | +36          | 66.67%       | 1.                       |                         | 2022. augusztus 5.  | 2023. május 27.    | 2023. január 20.   |
| Német kupa       | 02           | 02           | 0            | 0            | 10 – 2       | +8           | 100.00%      | (legjobb 32)             |                         | 2022. augusztus 31. | -                  | 2023. február 1.   |
| Német szuperkupa | 01           | 01           | 0            | 0            | 5 – 3        | +2           | 100.00%      | Döntős                   | Győztes                 | 2022. július 30.    | 2022. július 30.   | 2022. július 30.   |
| Bajnokok ligája  | 06           | 06           | 0            | 0            | 18 – 2       | +16          | 100.00%      | (csoportkör)             |                         | 2022. szeptember 7. | -                  | 2023. február 14.  |
| Összesen         | 24           | 019          | 04           | 01           | 82 – 20      | +62          | 79.17%       | –                        | –                       | –                   | –                  | –                  |

| Összesen | Összesen | Összesen | Összesen | Összesen | Összesen | Összesen | Otthon | Otthon | Otthon | Otthon | Otthon | Otthon | Otthon | Idegenben | Idegenben | Idegenben | Idegenben | Idegenben | Idegenben | Idegenben |
| M        | GY       | D        | V        | LG–KG    | GK       | P        | M      | GY     | D      | V      | LG–KG  | GK     | P      | M         | GY        | D         | V         | LG–KG     | GK        | P         |
| -------- | -------- | -------- | -------- | -------- | -------- | -------- | ------ | ------ | ------ | ------ | ------ | ------ | ------ | --------- | --------- | --------- | --------- | --------- | --------- | --------- |
| 15       | 10       | 4        | 1        | 49 – 13  | +36      | 34       | 7      | 5      | 2      | 0      | 26 – 6 | +20    | 17     | 8         | 5         | 2         | 1         | 23 – 7    | +16       | 17        |

### Helyezések fordulónként
| Forduló  | 1  | 2  | 3  | 4  | 5  | 6  | 7 | 8  | 9  | 10 | 11 | 12 | 13 | 14 | 15 | 16 | 17 | 18 | 19 | 20 | 21 | 22 | 23 | 24 | 25 | 26 | 27 | 28 | 29 | 30 | 31 | 32 | 33 | 34 |
| -------- | -- | -- | -- | -- | -- | -- | - | -- | -- | -- | -- | -- | -- | -- | -- | -- | -- | -- | -- | -- | -- | -- | -- | -- | -- | -- | -- | -- | -- | -- | -- | -- | -- | -- |
| Helyszín | I  | O  | I  | O  | I  | O  | I | O  | I  | O  | I  | O  | I  | O  | I  | I  | O  | O  | I  | O  | I  | O  | I  | O  | I  | O  | I  | O  | I  | O  | I  | O  | O  | I  |
| Eredmény | GY | GY | GY | D  | D  | D  | V | GY | D  | GY | GY | GY | GY | GY | GY |    |    |    |    |    |    |    |    |    |    |    |    |    |    |    |    |    |    |    |
| Helyezés | 1. | 1. | 1. | 1. | 3. | 3. | 5 | 3. | 3. | 2. | 2. | 2. | 1. | 1. | 1. | 1. |    |    |    |    |    |    |    |    |    |    |    |    |    |    |    |    |    |    |

Helyszín: O = Otthon; I = Idegenben. Eredmény: GY = Győzelem; D = Döntetlen; V = Vereség.

### Keret statisztika
Legutóbb frissítve: 2022. október 12-én lett.
| Mezszám                         | Poszt   | Név                      | Bundesliga    | Bundesliga | Német kupa (DFB-Pokal) | Német kupa (DFB-Pokal) | Német szuperkupa (DFL-Supercup) | Német szuperkupa (DFL-Supercup) | Bajnokok Ligája | Bajnokok Ligája | Összesen      | Összesen |         |         |         |         |
| Mezszám                         | Poszt   | Név                      | Pályára lépés | Gól        | Pályára lépés          | Gól                    | Pályára lépés                   | Gól                             | Pályára lépés   | Gól             | Pályára lépés | Gól      |         |         |         |         |
| Kapusok                         | Kapusok | Kapusok                  | Kapusok       | Kapusok    | Kapusok                | Kapusok                | Kapusok                         | Kapusok                         | Kapusok         | Kapusok         | Kapusok       | Kapusok  | Kapusok | Kapusok | Kapusok | Kapusok |
| ------------------------------- | ------- | ------------------------ | ------------- | ---------- | ---------------------- | ---------------------- | ------------------------------- | ------------------------------- | --------------- | --------------- | ------------- | -------- | ------- | ------- | ------- | ------- |
| 1                               | GK      | Manuel Neuer             | 9             | 0          | 0                      | 0                      | 1                               | 0                               | 3               | 0               | 13            | 0        |         |         |         |         |
| 26                              | GK      | Sven Ulreich             | 0             | 0          | 1                      | 0                      | 0                               | 0                               | 1               | 0               | 1             | 0        |         |         |         |         |
| 35                              | GK      | Johannes Schenk          | 0             | 0          | 0                      | 0                      | 0                               | 0                               | 0               | 0               | 0             | 0        |         |         |         |         |
| Védők                           |         |                          |               |            |                        |                        |                                 |                                 |                 |                 |               |          |         |         |         |         |
| 2                               | DF      | Dayot Upamecano          | 9             | 0          | 0                      | 0                      | 1                               | 0                               | 4               | 0               | 14            | 0        |         |         |         |         |
| 4                               | DF      | Matthijs de Ligt         | 8             | 1          | 1                      | 0                      | 1                               | 0                               | 2               | 0               | 12            | 1        |         |         |         |         |
| 5                               | DF      | Benjamin Pavard          | 7             | 1          | 0                      | 0                      | 1                               | 1                               | 4               | 0               | 12            | 2        |         |         |         |         |
| 19                              | DF      | Alphonso Davies          | 8             | 0          | 0                      | 0                      | 1                               | 0                               | 3               | 0               | 12            | 0        |         |         |         |         |
| 20                              | DF      | Bouna Sarr               | 0             | 0          | 0                      | 0                      | 0                               | 0                               | 0               | 0               | 0             | 0        |         |         |         |         |
| 21                              | DF      | Lucas Hernández          | 4             | 0          | 1                      | 0                      | 1                               | 0                               | 2               | 1               | 8             | 1        |         |         |         |         |
| 40                              | DF      | Noussair Mazraoui        | 6             | 0          | 1                      | 0                      | 1                               | 0                               | 3               | 0               | 11            | 0        |         |         |         |         |
| 44                              | DF      | Josip Stanišić           | 4             | 0          | 1                      | 0                      | 0                               | 0                               | 3               | 0               | 8             | 0        |         |         |         |         |
| Középpályások                   |         |                          |               |            |                        |                        |                                 |                                 |                 |                 |               |          |         |         |         |         |
| 6                               | MF      | Joshua Kimmich           | 9             | 2          | 1                      | 0                      | 1                               | 0                               | 3               | 0               | 14            | 2        |         |         |         |         |
| 8                               | MF      | Leon Goretzka            | 5             | 1          | 1                      | 1                      | 0                               | 0                               | 4               | 2               | 10            | 4        |         |         |         |         |
| 14                              | MF      | Paul Wanner              | 0             | 0          | 0                      | 0                      | 0                               | 0                               | 1               | 0               | 1             | 0        |         |         |         |         |
| 18                              | MF      | Marcel Sabitzer          | 8             | 0          | 1                      | 0                      | 1                               | 0                               | 4               | 0               | 14            | 0        |         |         |         |         |
| 38                              | MF      | Ryan Gravenberch         | 6             | 0          | 1                      | 1                      | 1                               | 0                               | 3               | 0               | 11            | 1        |         |         |         |         |
| Csatárok                        |         |                          |               |            |                        |                        |                                 |                                 |                 |                 |               |          |         |         |         |         |
| 7                               | FW      | Serge Gnabry             | 9             | 2          | 1                      | 0                      | 1                               | 1                               | 3               | 1               | 14            | 4        |         |         |         |         |
| 10                              | FW      | Leroy Sané               | 9             | 4          | 1                      | 0                      | 1                               | 1                               | 4               | 4               | 15            | 9        |         |         |         |         |
| 11                              | FW      | Kingsley Coman           | 4             | 1          | 0                      | 0                      | 1                               | 0                               | 2               | 0               | 7             | 1        |         |         |         |         |
| 13                              | FW      | Eric Maxim Choupo-Moting | 4             | 0          | 0                      | 0                      | 1                               | 0                               | 2               | 0               | 7             | 1        |         |         |         |         |
| 17                              | FW      | Sadio Mané               | 8             | 4          | 1                      | 1                      | 1                               | 1                               | 4               | 2               | 15            | 8        |         |         |         |         |
| 25                              | FW      | Thomas Müller            | 8             | 2          | 1                      | 0                      | 1                               | 0                               | 3               | 1               | 13            | 3        |         |         |         |         |
| 39                              | FW      | Mathys Tel               | 3             | 1          | 1                      | 1                      | 0                               | 0                               | 3               | 0               | 7             | 2        |         |         |         |         |
| 42                              | FW      | Jamal Musiala            | 8             | 5          | 1                      | 1                      | 1                               | 1                               | 3               | 0               | 13            | 7        |         |         |         |         |
| Már nem tagja az idei szezonnak |         |                          |               |            |                        |                        |                                 |                                 |                 |                 |               |          |         |         |         |         |
| 23                              | DF      | Tanguy Nianzou           | 0             | 0          | 0                      | 0                      | 0                               | 0                               | 0               | 0               | 0             | 0        |         |         |         |         |
| 43                              | MF      | Adrian Fein              | 0             | 0          | 0                      | 0                      | 0                               | 0                               | 0               | 0               | 0             | 0        |         |         |         |         |
| 28                              | FW      | Gabriel Vidović          | 1             | 0          | 0                      | 0                      | 0                               | 0                               | 0               | 0               | 1             | 0        |         |         |         |         |
| 32                              | FW      | Joshua Zirkzee           | 0             | 0          | 0                      | 0                      | 0                               | 0                               | 0               | 0               | 0             | 0        |         |         |         |         |

### Góllövőlista
Legutóbb frissítve: 2022. október 12-én lett.
| #         | Mezszám   | Poszt       | Nemzet    | Név                      | Bundesliga | DFB-Pokal | DFL-Supercup | Bajnokok ligája | Összesen |
| --------- | --------- | ----------- | --------- | ------------------------ | ---------- | --------- | ------------ | --------------- | -------- |
| 1         | 10        | csatár      | német     | Leroy Sané               | 4          | 0         | 1            | 4               | 9        |
| 2         | 17        | csatár      | szenegáli | Sadio Mané               | 4          | 1         | 1            | 2               | 8        |
| 3         | 42        | csatár      | német     | Jamal Musiala            | 5          | 1         | 1            | 0               | 7        |
| 4         | 7         | csatár      | német     | Serge Gnabry             | 2          | 0         | 1            | 1               | 4        |
| 4         | 8         | középpályás | német     | Leon Goretzka            | 1          | 1         | 0            | 2               | 4        |
| 6         | 25        | csatár      | német     | Thomas Müller            | 2          | 0         | 0            | 1               | 3        |
| 7         | 5         | hátvéd      | francia   | Benjamin Pavard          | 1          | 0         | 1            | 0               | 2        |
| 7         | 6         | középpályás | német     | Joshua Kimmich           | 2          | 0         | 0            | 0               | 2        |
| 7         | 39        | csatár      | francia   | Mathys Tel               | 1          | 1         | 0            | 0               | 2        |
| 10        | 4         | hátvéd      | holland   | Matthijs de Ligt         | 1          | 0         | 0            | 0               | 1        |
| 10        | 11        | csatár      | francia   | Kingsley Coman           | 1          | 0         | 0            | 0               | 1        |
| 10        | 13        | csatár      | kameruni  | Eric Maxim Choupo-Moting | 0          | 0         | 0            | 1               | 1        |
| 10        | 21        | hátvéd      | francia   | Lucas Hernández          | 0          | 0         | 0            | 1               | 1        |
| 10        | 38        | középpályás | holland   | Ryan Gravenberch         | 0          | 1         | 0            | 0               | 1        |
| Öngólok   | Öngólok   | Öngólok     | Öngólok   | Öngólok                  | 1          | 0         | 0            | 1               | 2        |
| Összesen: | Összesen: | Összesen:   | Összesen: | Összesen:                | 25         | 5         | 5            | 13              | 48       |